# آهنگ غمگین
آهنگ غمگین (انگلیسی: Sad Song) هفتمین آلبوم چندآهنگه از گروه پسرانۀ اهل کره جنوبی پی‌وان‌هارمونی است که در ۲۰ سپتامبر ۲۰۲۴ توسط اف‌ان‌سی انترتینمنت منتشر شد. این آلبوم از هفت قطعه، از جمله «Sad Song» تشکیل شده است.

## موفقیت تجاری
آلبوم در جدول گائون کره در رتبه دوم قرار گرفت. همچنین فروش آن در کره ۱۷۹,۴۸۷ بود.